# Jørgen S. Lundsgaard
Jørgen Schjerning Lundsgaard (født 1. juli 1945 i Svendborg) har siden 18. juni 2009 været medlem af Folketinget for Det Konservative Folkeparti. 2013: medlem af Svendborg byråd for Liberal Alliance
Han er udlært radiomekaniker i 1967 og elektroingeniør fra Odense Teknikum 1971. Dernæst blev han kandidatstipendiat ved Biokemisk Institut, Odense Universitet fra 1972 til 1976 og tog en naturvidenskabelig licentiatgrad i biokemi (ph.d.), 1976. Han var seniorstipendiat ved Fysiologisk Institut under Odense Universitet, fra 1976 til 1979.
Direktør, IRD Fuel Cell A/S, fra 1995. Direktør, Innovision A/S, fra 1990 til 1995. Direktør, Laboratoriet for Energiforskning A/S, fra 1989 til 1990. CEO, Mead Hope Batteries Inc., USA, fra 1986 til 1989. Udviklingschef, Laboratoriet for Energiforskning, Odense Universitet, fra 1981 til 1986. Projektleder, Det danske Rumudvalg, fra 1979 til 1981.
Medlem af Svendborg Byråd 1994-2002. Formand for Svendborg Havneudvalg 1998-2002. Formand for Maritimt Center Danmark 1998-2002. Medlem af European Hydrogen and Fuel Cell Platform fra 2004. Medlem af Erhvervsklimapanelet fra 2005. Medlem af bestyrelsen for Brint- og Brændselscellepartnerskabet fra 2005. Viceborgmester i Svendborg 2006-2009.